# Spilosmylus asahinai
Spilosmylus asahinai is een insect uit de familie watergaasvliegen (Osmylidae), die tot de orde netvleugeligen (Neuroptera) behoort. 
Spilosmylus asahinai is voor het eerst wetenschappelijk beschreven door Nakahara in 1966.